# Soroimono
Soroimono (jap. 揃物, wörtlich „Set“, „Serie“ oder „Sammlung“) bezeichnet in der Ukiyo-e-Literatur eine Serie thematisch, formal und gestalterisch zusammengehöriger Farbholzschnitte. Soroimono wurden vor allem als kommerzielle Serienwerke produziert, die in loser Folge oder als Set in gebundener Form verkauft wurden. Sie erfreuten sich im 19. Jahrhundert großer Beliebtheit, insbesondere auch während der Meiji-Zeit.

## Merkmale und typische Themen
Soroimono bestehen aus mindestens drei Einzelblättern; einzelne Serien umfassen 100 oder sogar mehr als 100 Einzelblätter. Die Drucke der Serien haben sehr häufig, aber nicht immer einen gemeinsamen Titel, der auf jedem Blatt genannt ist. Sie müssen aber immer durch bestimmte Kriterien verbunden sind. Beispiele:
- Einheitliches Thema (z. B. Orte, Ereignisse)
- Einheitliches Format und Gestaltungsstil
- Zusammengehörigkeit als visuelle Sammlung

Typische Themen von Soroimono sind:
- Zwölf Monate (Jūnikagetsu, 十二ヶ月)
- Die vier Jahreszeiten (Shiki, 四季)
- Berühmte Orte (Meisho, 名所)
- Schnee, Mond und Blumen (Setsugekka, 雪月花)
- Szenen aus Literatur, Geschichte oder Theater
- Helden und Feldherren der japanischen Geschichte, insbesondere auch der 47 Rōnin (Chūshingura)
- Darstellung einzelner Schauspieler in unterschiedlichen Theaterrollen
- Idealbildnisse von Frauen (Bijinga, 美人画)
- Kindliche Tugenden oder mythologische Themen

Nicht zu verwechseln sind Soroimono mit Surimono (摺物), den oft luxuriösen Holzdrucken für private Zwecke, die in kleiner Auflage produziert wurden (jedoch auch als Serien erscheinen konnten). Soroimono wurden in größeren Auflagen für den öffentlichen Verkauf hergestellt.

## Beispiele bekannter Soroimono

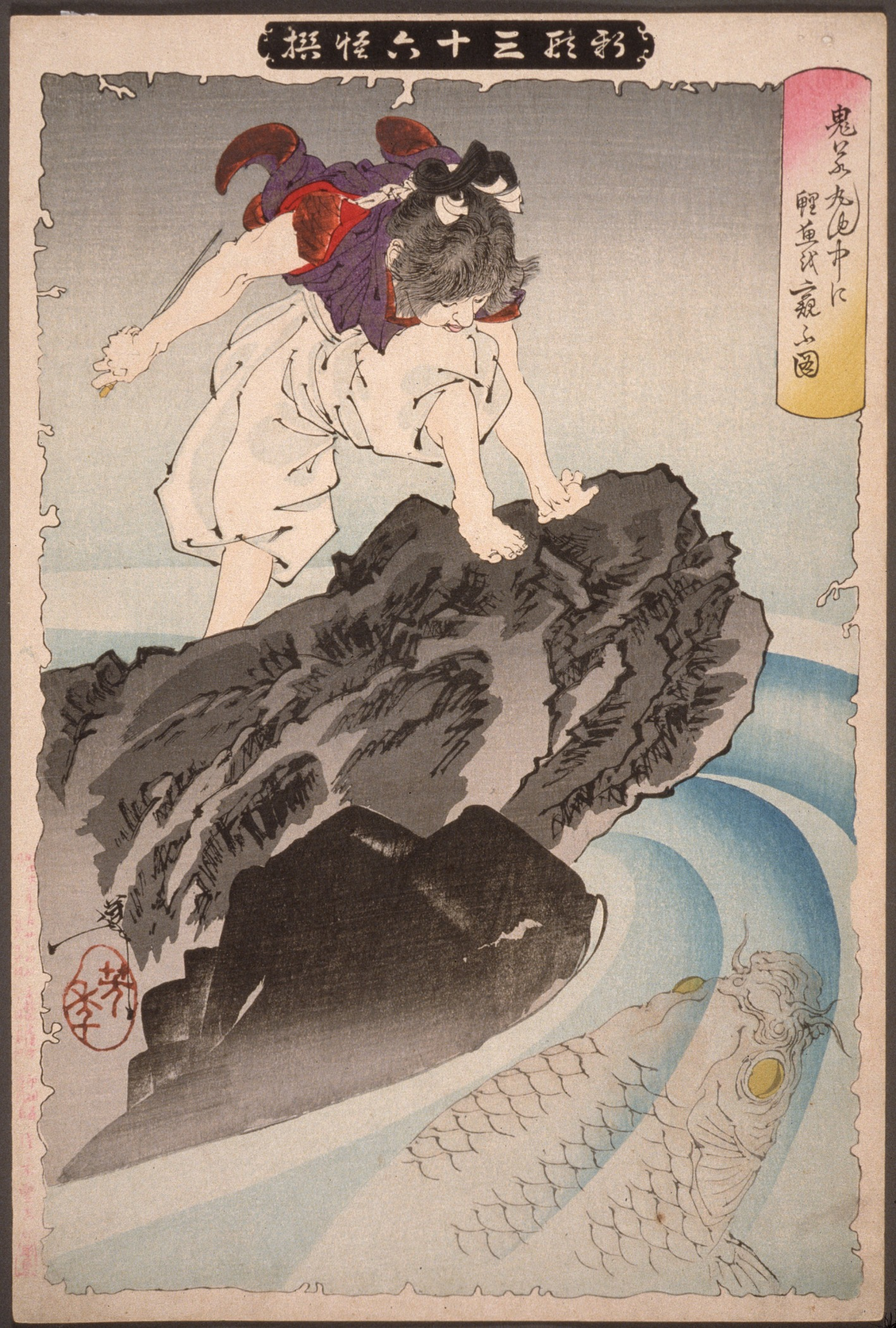
Tsukioka Yoshitoshi, Shinkei sanjūrokkai sen / 新形三十六怪撰, Oniwakamaru Observing the Great Carp in the Pond, 1889

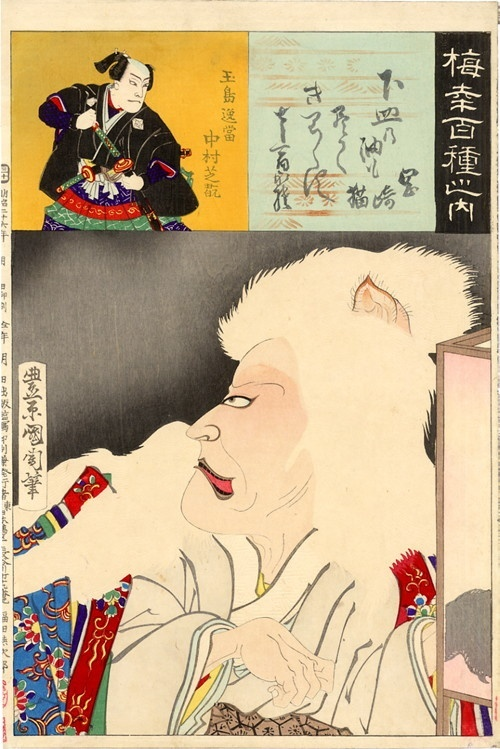
Toyohara Kunichika, Baikō hyakushu no uchi / 梅幸百種之内, Actor Onoe Kikugorō V as the Cat from Okazaki, 1893

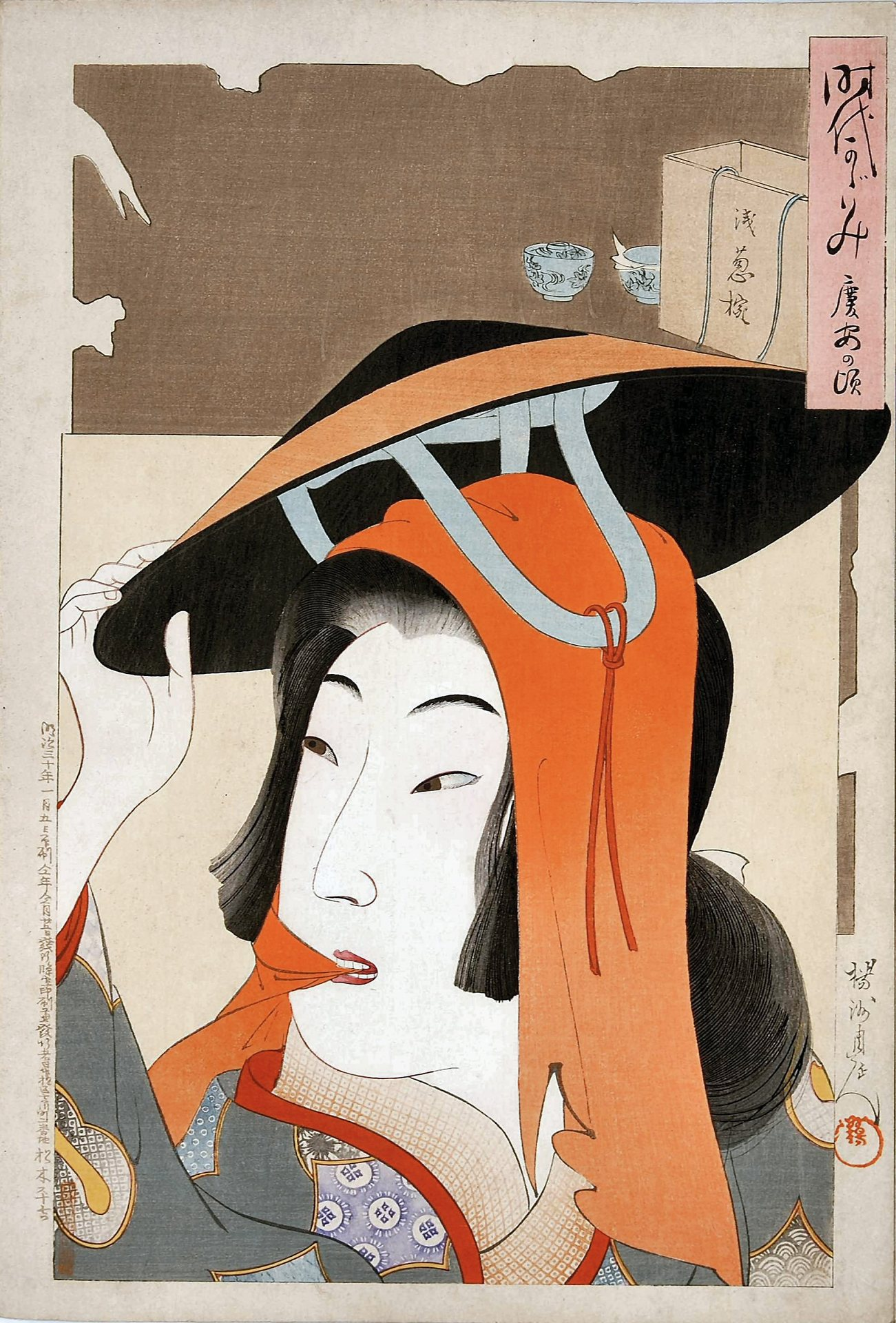
Yōshū Chikanobu, Jidai kagami / 時代かがみ, Lady in Keian era, 1897

| Jahr(e)     | Titel                                                                                              | Künstler              |
| ----------- | -------------------------------------------------------------------------------------------------- | --------------------- |
| ca. 1794/95 | Sieben Komachi des Vergnügungsviertels (Seirō nana komachi / 青楼七小町)                           | Kitagawa Utamaro      |
| 1799–1801   | Neue Perspektivbilder des Chūshingura (Shinpan ukiye chūshingura / 新版浮絵忠臣蔵)                 | Katsushika Hokusai    |
| 1833–1834   | Rundreise zu den Wasserfällen verschiedener Provinzen (Shokoku taki meguri / 諸国瀧廻り)           | Katsushika Hokusai    |
| 1830–1832   | 36 Ansichten des Berges Fuji (Fugaku sanjūrokkei / 富嶽三十六景)                                   | Katsushika Hokusai    |
| 1832–1833   | Berühmte Ansichten der östlichen Hauptstadt (Tōto Meisho / 東都名所)                               | Utagawa Hiroshige I   |
| 1833–1835   | Die 53 Stationen des Tōkaidō (Hoeidō-Ausgabe) (Tōkaidō gojūsan tsugi no uchi / 東海道五十三次之内) | Utagawa Hiroshige I   |
| 1845        | Szenen zu den zwölf Tierkreiszeichen (Mitateru jūnishi / 美盾十二史)                               | Utagawa Kuniyoshi     |
| 1847–1848   | Geschichten von der wahren Loyalität der treuen Samurai (Seichū gishiden / 誠忠義士傳)             | Utagawa Kuniyoshi     |
| 1856–1858   | 100 berühmte Ansichten von Edo (Meisho edo hyakkei / 名所江戸百景)                                 | Utagawa Hiroshige I   |
| 1878–1880   | Berühmte Ansichten von Tōkyō (Tōkyō meisho zue / 東京名所図会)                                     | Utagawa Hiroshige III |
| 1883–1885   | Neue Biographie des Taikō (Shinsen Taikōki / 新撰太閤記)                                           | Utagawa Toyonobu      |
| 1885–1892   | Hundert Ansichten des Mondes (Tsuki hyakushi / 月百姿)                                             | Tsukioka Yoshitoshi   |
| 1889–1890   | Östliche Sitten und Gebräuche – Glück im Überfluss (Azuma fūzoku fuku tsukushi / 東風俗福つくし)   | Yōshū Chikanobu       |
| 1889–1892   | 36 neue Geister (Shinkei sanjūrokkai sen / 新形三十六怪撰)                                         | Tsukioka Yoshitoshi   |
| 1893        | Die hundert Rollen von Baikō (Baikō hyakushu no uchi / 梅幸百種之内)                               | Toyohara Kunichika    |
| 1896–97     | Spiegel der Zeiten (Jidai kagami / 時代かがみ)                                                     | Yōshū Chikanobu       |
| Quelle:     | |                       |